# Palazzo Niccolini al Canto dei Pazzi
Palazzo Niccolini al Canto dei Pazzi è un edificio civile del centro storico di Firenze, situato tra via del Proconsolo 5 e via del Corso. 

## Storia e descrizione
Di fondazione due trecentesca e già dei Berti Ravignani, la palazzina si sviluppa a partire dal così detto canto de' Pazzi, determinando l'ampia cantonata su via del Corso. L'antica casa che si trovava in questa zona risulta essere stata di proprietà tra Trecento e Quattrocento dei Cerchi Neri, dei Borromei e, per via ereditaria, dei Pandolfini, che la acquisirono nel 1498. Di questa famiglia resta un peduccio araldico nel fondo commerciale al piano terra (n. 43 rosso), dove rimane anche una scala a chiocchiola tre-quattrocentesca).
Passata nel 1537 alla famiglia Niccolini è ricordata come ancora di questa nel secolo successivo, "molto ripiena di statue, e di vaghi ornamenti" e di altre opere d'arte, tra le quali un quadro di Domenico Puligo, già segnalato da Giorgio Vasari come commissionato da Agnolo Niccolini, poi arcivescovo di Pisa. 
Nel 1841, al di sopra del basamento di pietra, la facciata fu ridisegnata in stile neoclassico dall'architetto Mariano Falcini su commissione dell'impresario teatrale Luigi Lanari, che volle, sulla facciata di via del Proconsolo (quattro piani per ben nove assi), ai lati dello scudo con le sue armi, due 'lire musicali' alludenti alla fortuna avuta grazie al teatro lirico. Per questo nel paramento esterno, al di sopra dei primi ricorsi effettivamente in pietra, tutto il piano terreno presenta un rivestimento in pietra artificiale.
Alla fine del 1846 la Libreria Editrice Felice Paggi si trasferì qui.
Sul lato di via del Corso è una memoria con un brano dalla Divina Commedia di Dante Alighieri che ricorda Bellincione Berti e, con lui, l'antica storia dell'edificio.

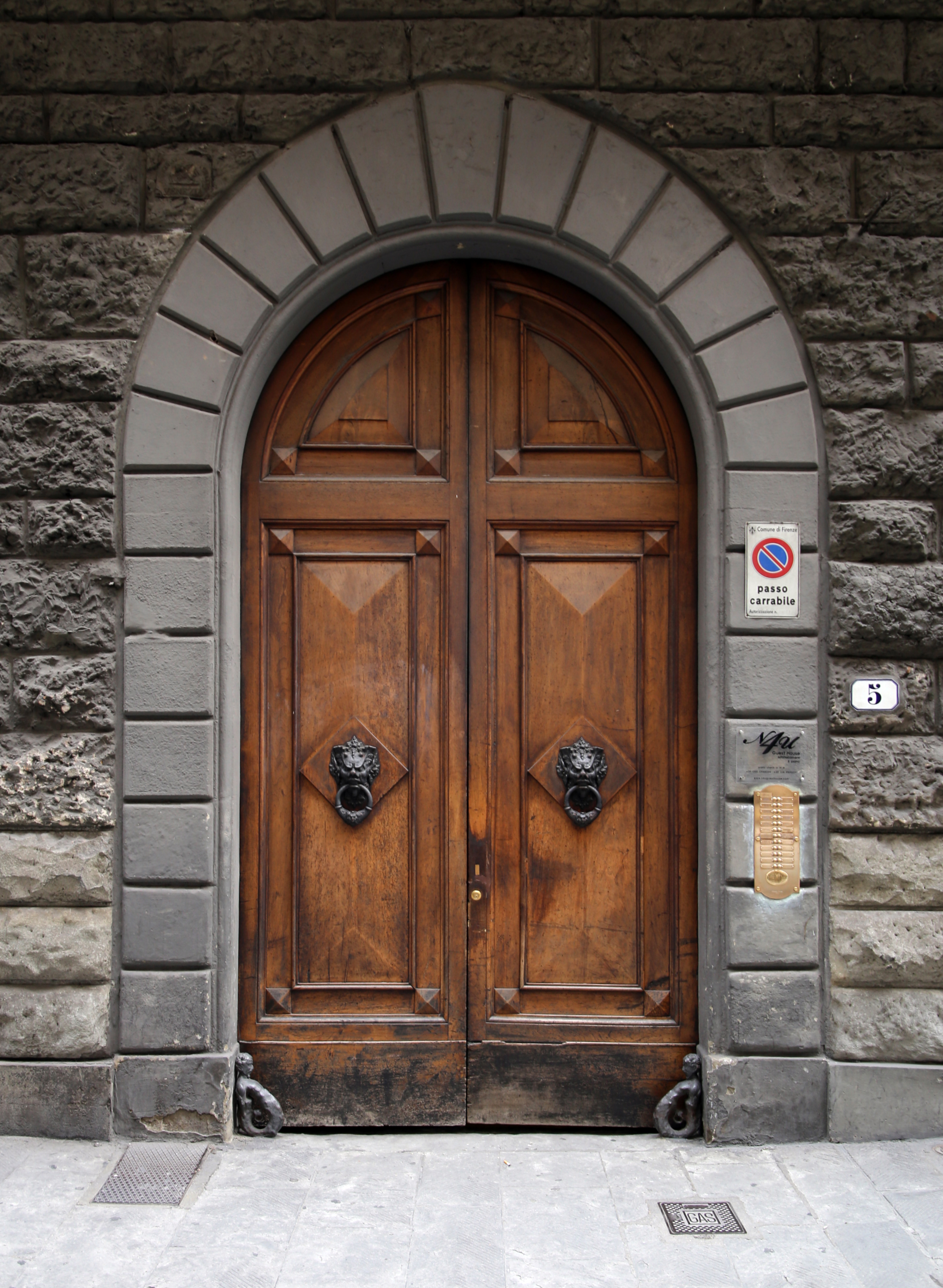
Il portale

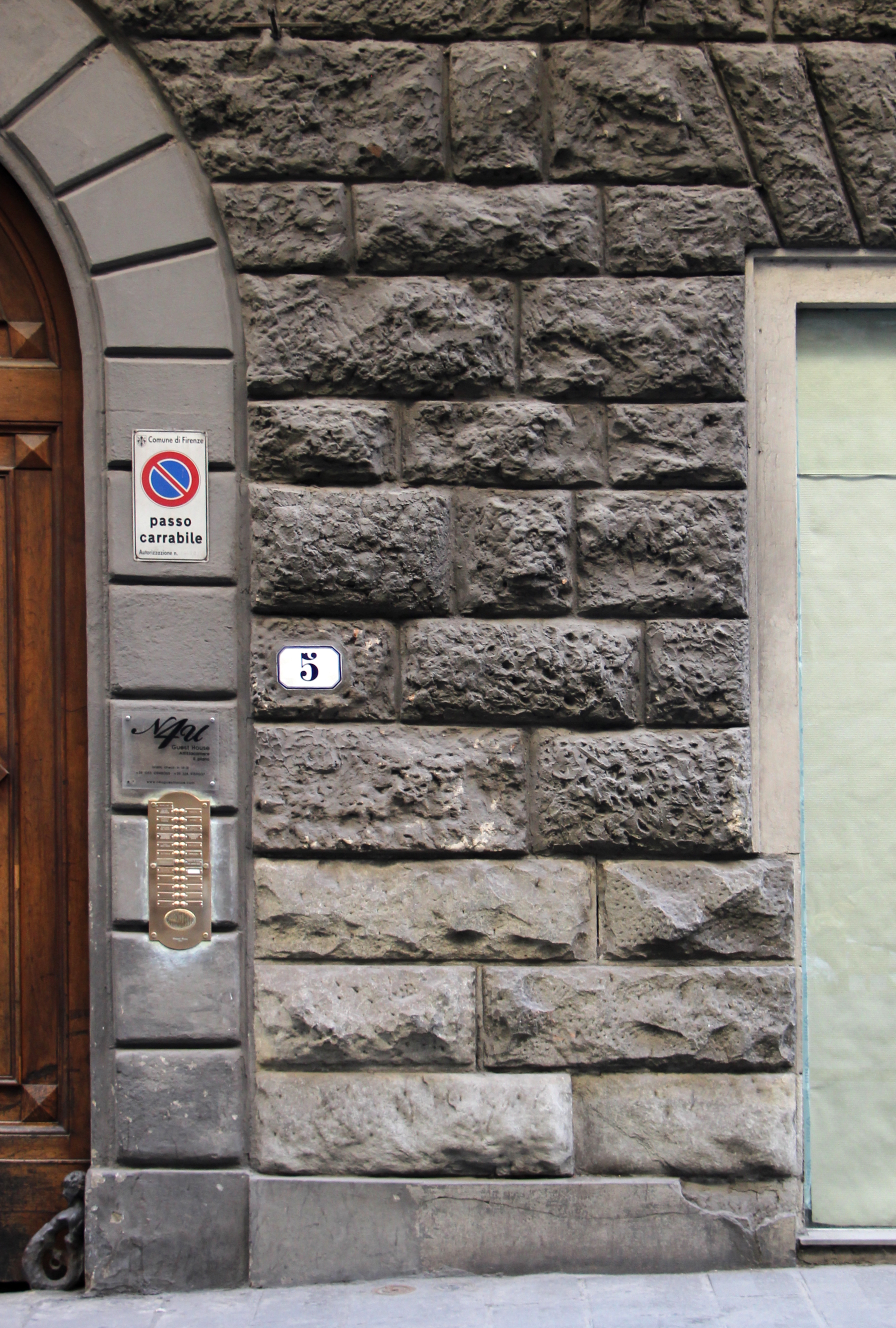
Differenza di bugnati in pietra calcarea (sotto) e pietra artificiale (sopra)
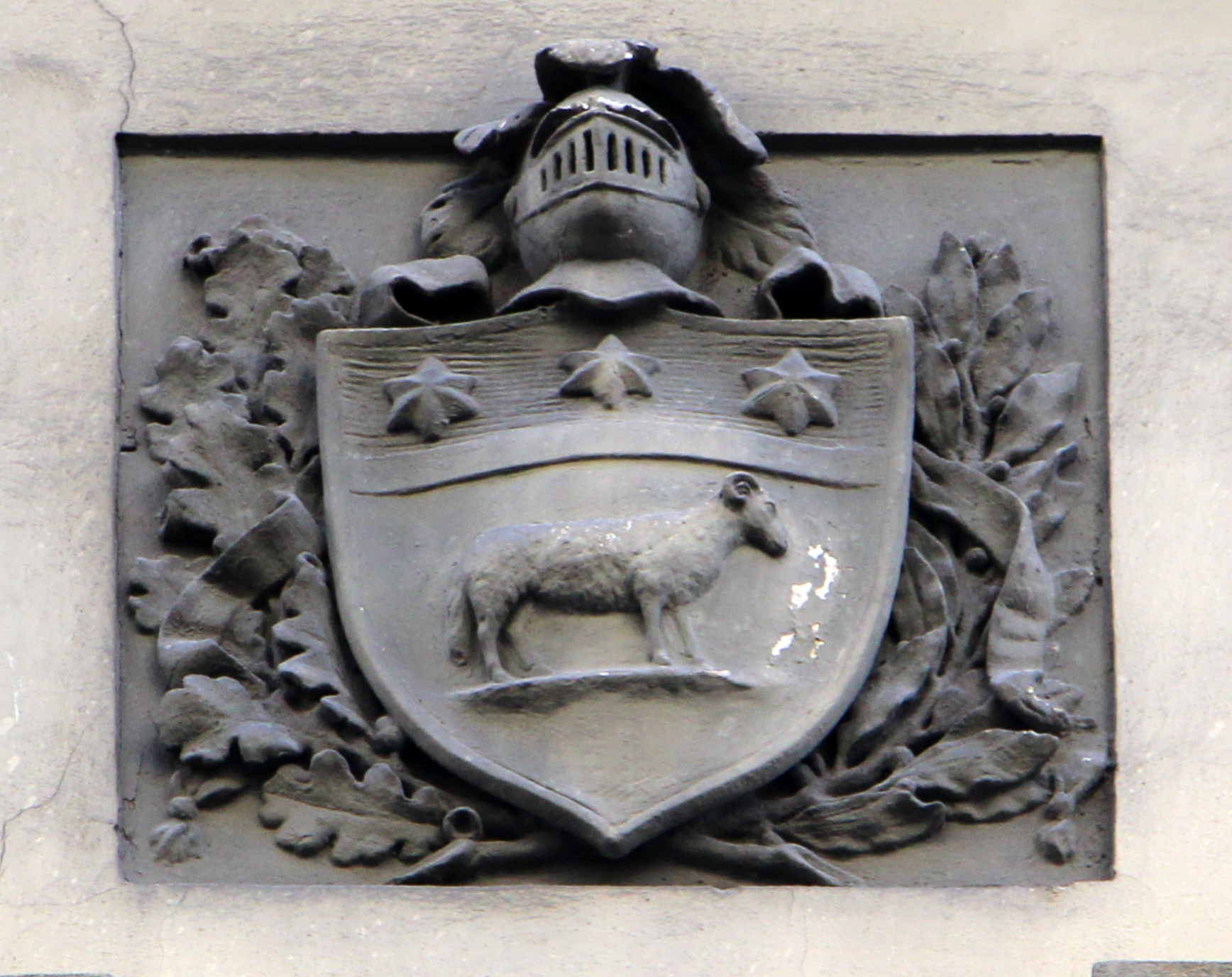
Stemma di Luigi Lanari
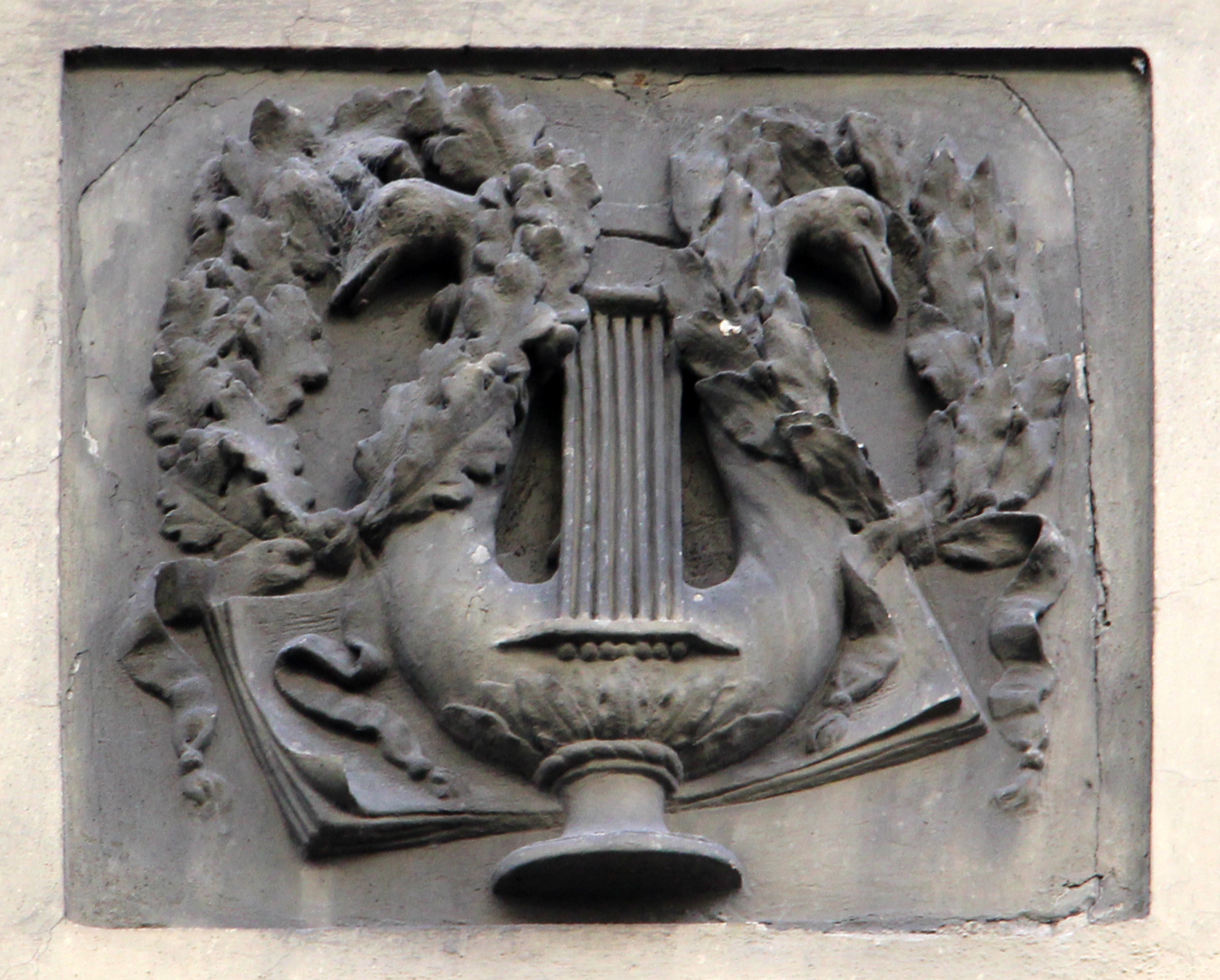
Trionfo della Musica, in facciata
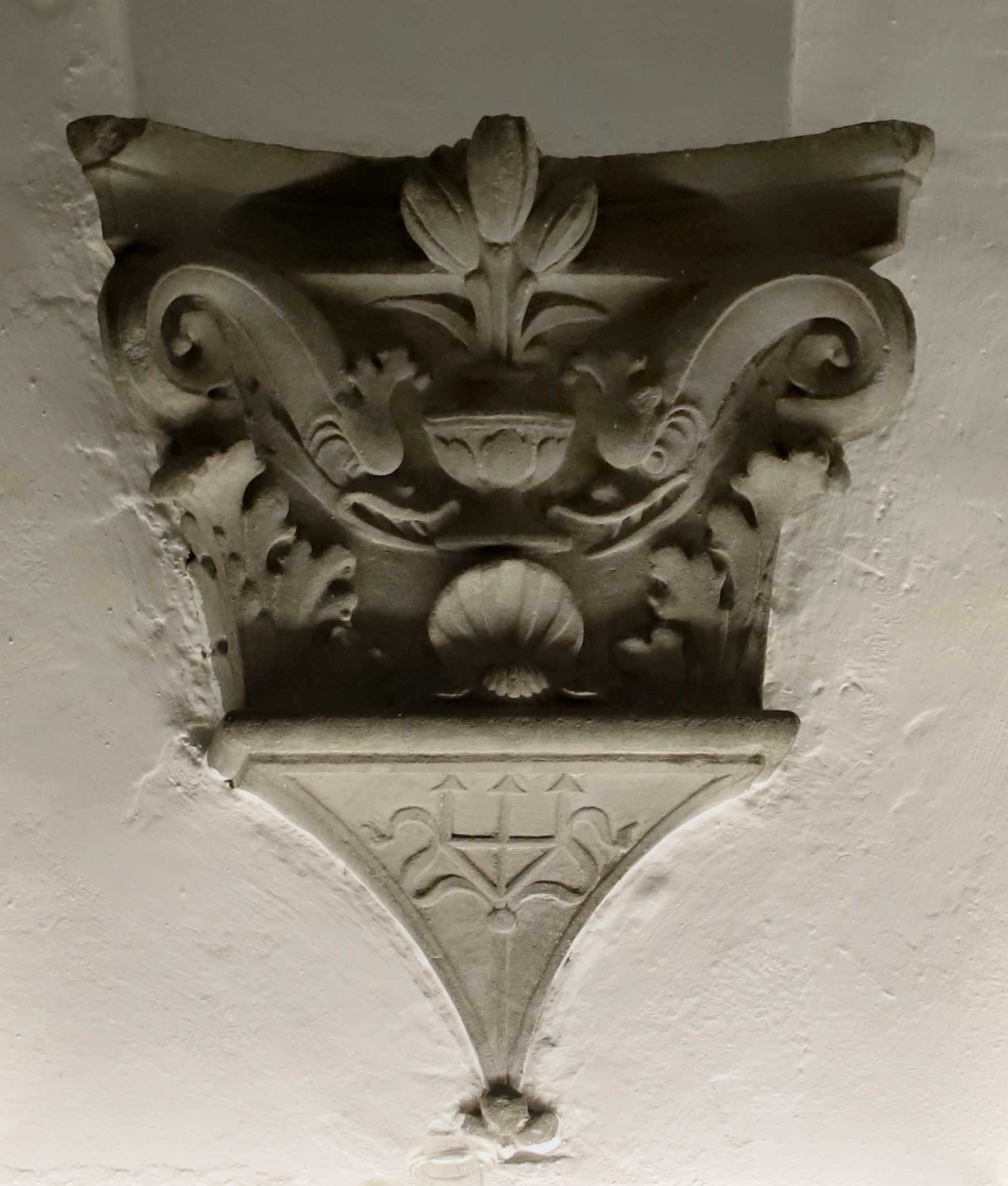
Peduccio con elementi araldici dei Pandolfini
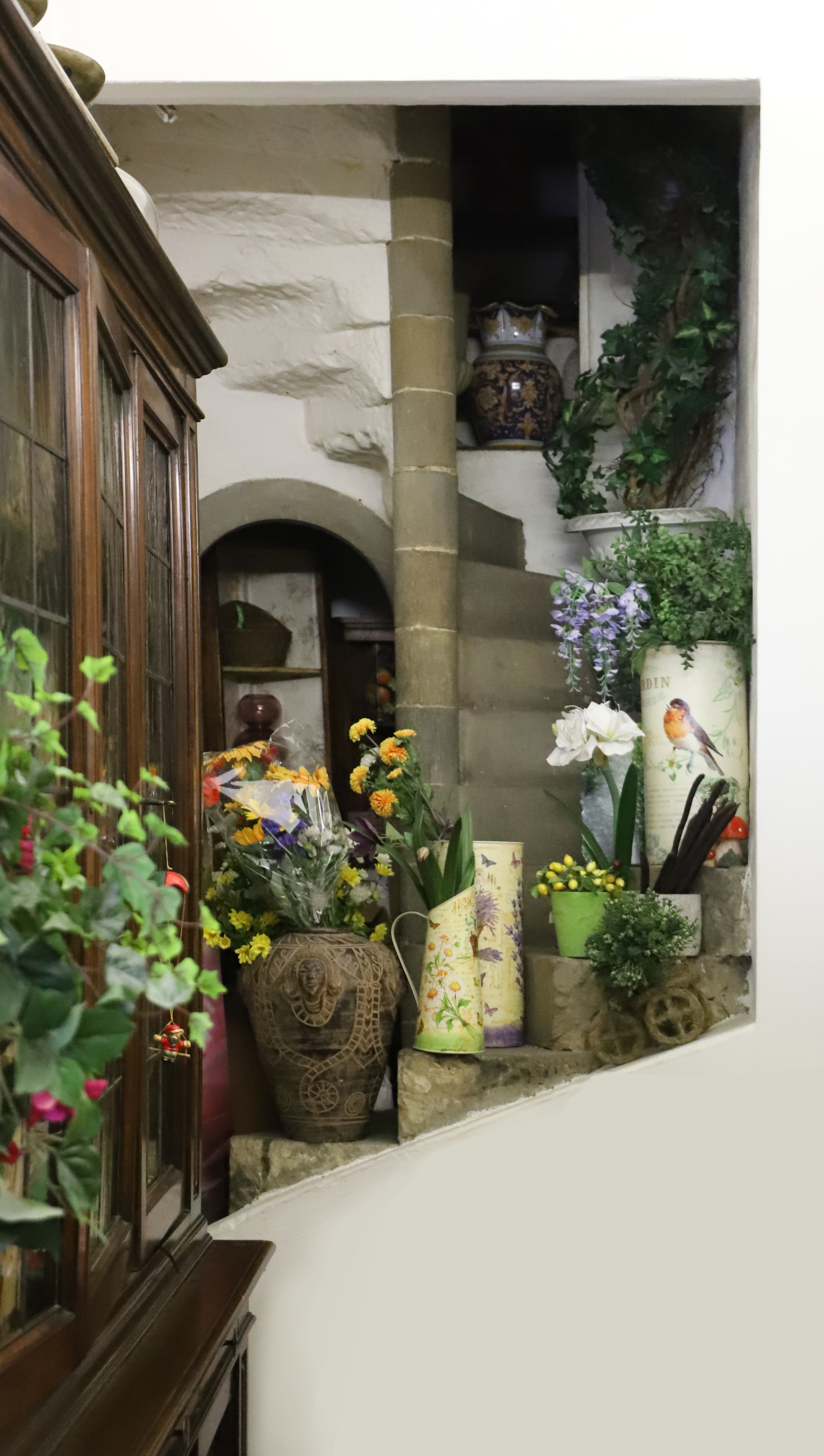
L'antica scala a chiocciola